# Passo del Cornà
Il passo del Cornà (pas de la Corne in francese) è un valico delle Prealpi di Nizza (nelle Alpi Marittime), situato a 1046 m s.l.m. sul confine italo-francese.

## Collocazione
Il passo separa le pendici meridionali del monte Grammondo dalla Cima Longoira (1146 m s.l.m., a sud del passo)
Amministrativamente il versante italiano è collocato in Provincia di Imperia mentre quello francese appartiene al dipartimento delle Alpi Marittime. Idrograficamente il colle divide la vallata del Bevera (lato orientale) da quella del breve rio Fossan, entrambe tributarie del mar Ligure. Nei pressi del punto di valico si trova un alto traliccio elettrico.

## Storia
Il valico era in passato utilizzato dai contrabbandieri per il trasferimento di merci tra Italia e Francia. Negli anni tra il 1938 e la seconda guerra mondiale fu tra i punti di transito più utilizzati per l'espatrio degli ebrei stranieri presenti in Italia, ai quali le leggi razziali imponevano di lasciare il paese.  Il passo e la zona circostante durante la seconda guerra mondiale furono oggetto di vari bombardamenti e sono tuttora presenti in zona alcuni residuati bellici.  Per la sua valenza storica il sentiero che attraversa il colle è stato oggetto di studi e di varie attività didattiche nell'ambito del progetto interregionale La memoria delle Alpi.
Tra la seconda metà degli anni '70 e i primi anni '80, il passo venne adoperato da membri delle Brigate Rosse per scambiare armi con i corrispettivi francesi di Action Directe e per riparare in Francia quando ricercati.

## Escursionismo
Il Passo del Cornà è raggiungibile per sentiero da Villatella (comune di Ventimiglia) oppure da Castellar (Francia). Dal colle si può salire al monte Grammondo.